# Benjamin Friedrich
Benjamin Friedrich (1983) es un deportista alemán que compitió en natación.
Ganó tres medallas en el Campeonato Europeo de Natación en Piscina Corta, en los años 2003 y 2004.

## Palmarés internacional
| Campeonato Mundial en Piscina Corta | Campeonato Mundial en Piscina Corta | Campeonato Mundial en Piscina Corta | Campeonato Mundial en Piscina Corta |
| Año                                 | Lugar                               | Medalla                             | Prueba                              |
| ----------------------------------- | ----------------------------------- | ----------------------------------- | ----------------------------------- |
| 2003                                | Dublín (Irlanda)                    | Medalla de plata                    | 4 × 50 m libre                      |
| 2004                                | Viena (Austria)                     | Medalla de oro                      | 4 × 50 m estilos                    |
| 2004                                | Viena (Austria)                     | Medalla de plata                    | 4 × 50 m libre                      |